# Кебара
Пећина Кебара (хебр. מערת כבארה, арап. مغارة الكبارة) је археолошки локалитет у Израелу, на планини Кармел, који се налази око 10 km североисточно од Кесарије. Пећина је била насељена у периоду од 60.000 до 48.000 година п. н. е. Израелски археолог Офер Бар Јосеф отркио је на овом налазишту чувене остатке хоминида. Иако су ископавања почела 1930. године, значајнији налази откривени су 1982. када је пронађен готово комплетан скелет неандерталца, осим кранијума и доњих екстремитета, који недостају. Налаз је добио надимак »Моше«, а датован је у 60.000 година п. н. е.